# 竹園 (黃大仙區)

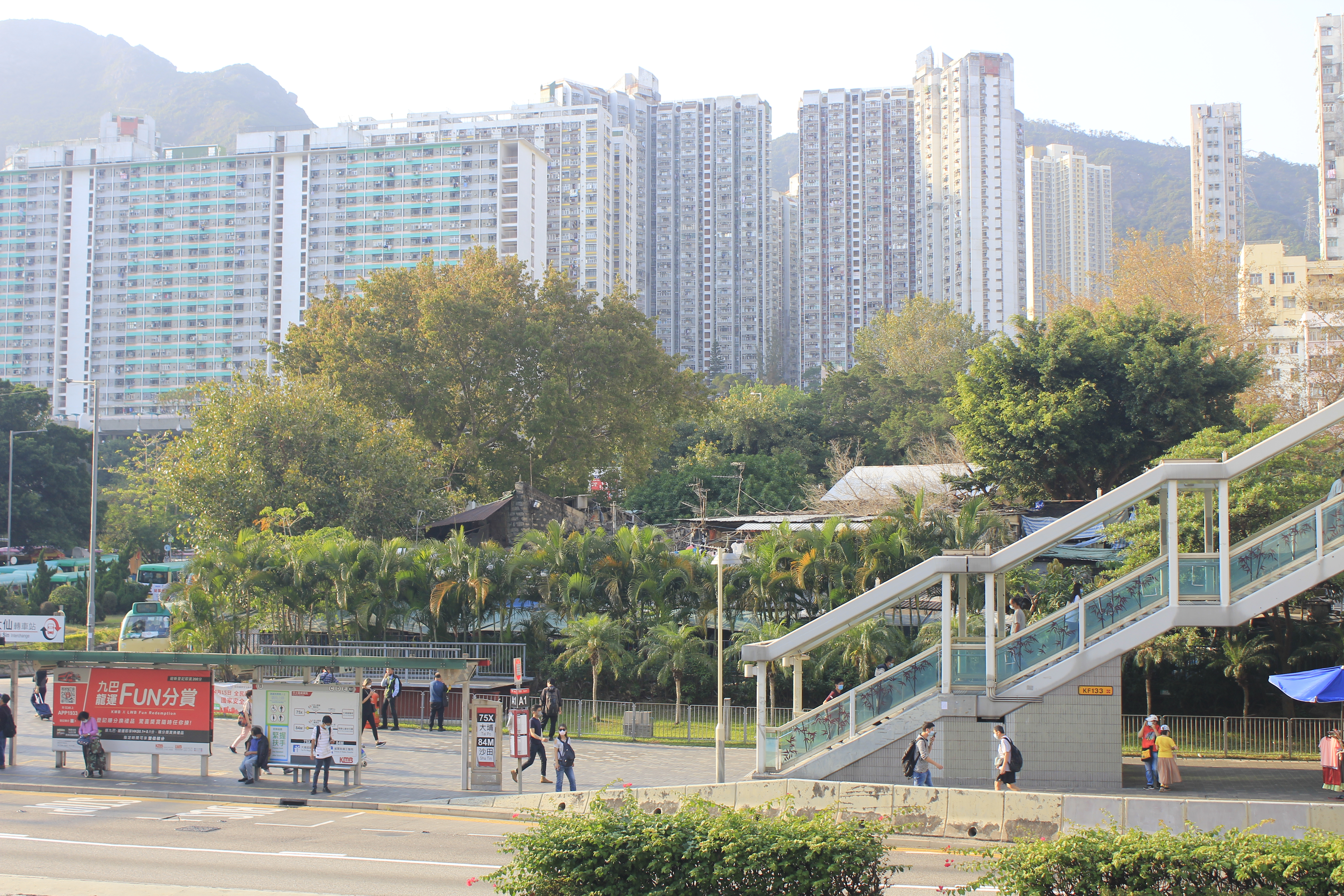
位於沙田坳道及龍翔道交界處旁的竹園聯合村（下方寮屋）

竹園，又名竹園鄉或竹園村（Chuk Yuen Village 或 Chuk Un Village），為香港九龍北部的地區，原爲黃大仙一帶整片區域之地名，現在通常僅指竹園北邨和竹園南邨一帶，即黃大仙道與馬仔坑道以北、沙田坳道以西、翠竹花園以東的範圍。而竹園村落規模大大縮減，並演變為竹園聯合村（Chuk Yuen United Village），直至2025年亦告清拆。

## 歷史
竹園村原本位於現時黃大仙消防局附近的沙田坳道之旁。英國在1898年取得界限街以北的「新界」後，便興建了沙田坳道連接啟德濱、蒲崗、竹園及沙田坳。
竹園村於17世紀末已出現在地方官府的記載裏，原居民有林、李、古諸姓，以林氏居眾。據蒲崗村《林氏族譜》記載，竹園村居民原由蒲崗村林族分支所建。
1921年，梁仁庵道長得到黃大仙降乩指示從廣州南遷到香港弘道，並於竹園村西面興建了一座廟宇，是為黃大仙祠，同年又設立嗇色園負責廟宇管理。

### 戰後
第二次世界大戰及國共內戰後，有大量難民從中國大陸湧入香港，在多個山頭興建木屋和鐵皮屋。1953年，政府便撥出黃大仙廟後面山區為竹園徙置區，即現時竹園北邨、竹園南邨及黃大仙上邨一帶，1954年第一期約1500間平房落成，來自紅磡觀音山等木屋區居民遷入。其時，新來港難民搭建的木屋與竹園村原居民的村屋混合在一起，「聯合村鄉公所」亦於此時成立。適逢香港工業迅速發展，竹園鄉當時湧現不少山寨廠。《文匯報》於1957年曾對竹園鄉的發展進行報道：「此鄉正街及竹園道上，房屋林立兩旁，小型商肆相繼開設，其中以香店及素食店較多，但自部分外省佬及上海人遷入之後，還設有許多上海的小食店、理髮店、南貨店及洗染店，同時還有一些廠家在外圍設廠，包括織造及機器廠等。」竹園鄉在戰後逐漸形成一個繁鬧的市集。

### 九龍十三鄉
1957年，港英政府下令強征並清拆包括竹園鄉原居民村屋在內的竹園木屋區以建立徙置區，按照政府原來的計劃，當地的私家屋地可獲每平方尺象徵性賠償六毫三分，而其他農戶、商戶和廠戶生計則不作任何安排。此事引發包括竹園鄉在內的東九龍地區十三條鄉村聯合成立「九龍十三鄉聯合支援竹園村民會」對抗政府的地行動，並得到香港各大社團支持，事件甚至驚動中華人民共和國領導層，中國外交部分別於同年7月24日及9月10日連續發出兩次照會強烈譴責英國政府，責成英國政府停止清拆行動及作出賠償，而當時部分英國國會議員亦參與斡旋工作，事件最終以英國政府下令港英政府給予受影響人士妥善安置和合理補償作結，包括給予業主以屋地換樓地的權益，爲廠戶分配徙置工廠大廈，而農戶和商戶則獲分配徙置區地下舗位以供轉業維生，農戶還獲得青苗費和每平方尺農地一到六毫的開耕費。黃大仙祠本來也在清拆之列，不過在東華三院的遊說之下幸而得到保留。

### 清拆影響

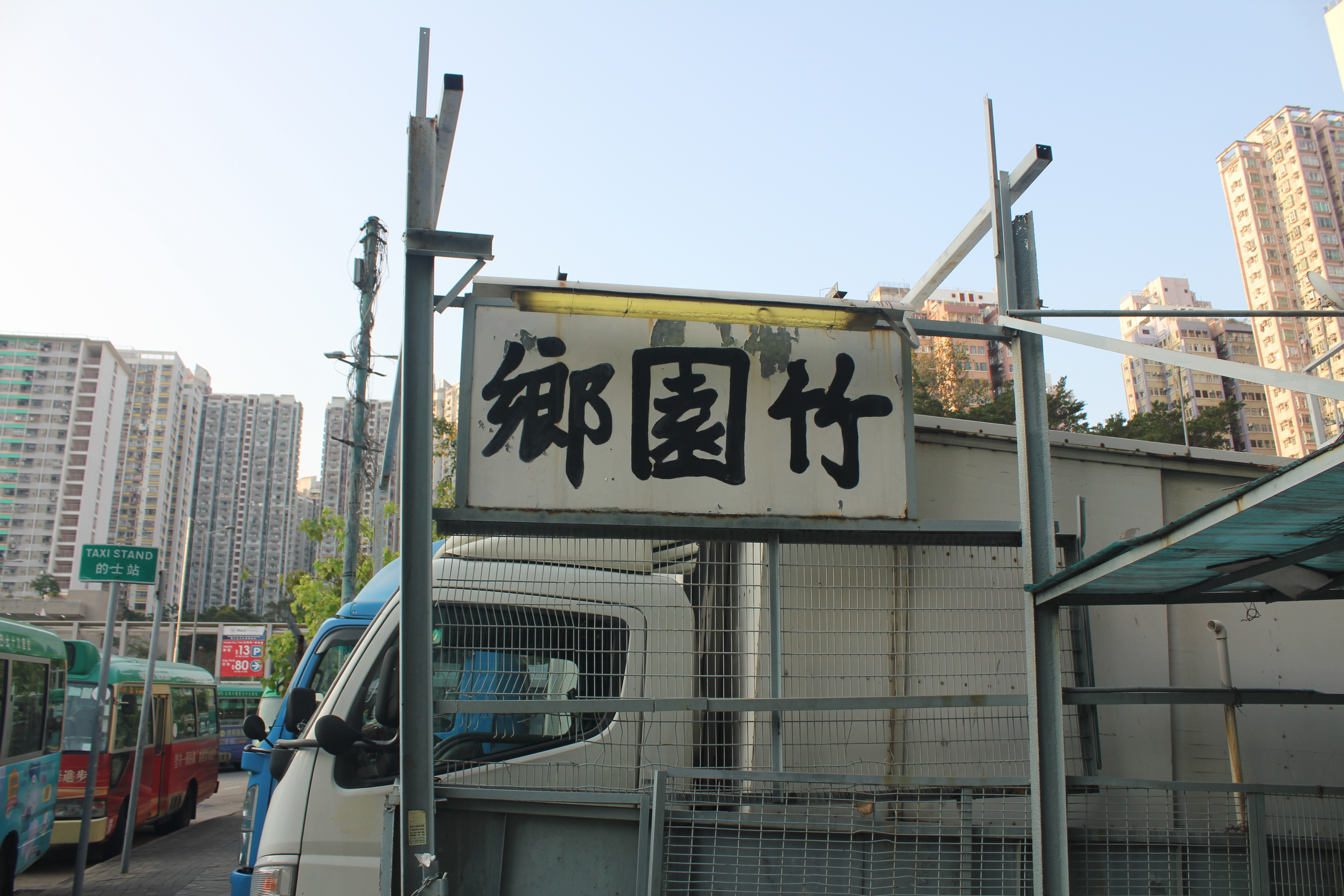
小巴站旁的「竹園鄉」門牌

1958年至1961年，竹園村南部被清拆地段先後建成「黃大仙徙置區」（後改稱「黃大仙下邨」）、「黃大仙政府廉租屋邨」（後改稱「黃大仙上邨」）及龍翔道路段，並將受拆遷影響的木屋區居民安置到龍翔道以南的「黃大仙徙置區」，同時在龍翔道以北單獨興建一座每個單位有獨立廚房及廁所的徙置區大廈安置持有地契的竹園村原居民，此樓原爲黃大仙下邨一部分，至1980年才被撥入同樣是龍翔道以北的黃大仙上邨。
自從黃大仙上下邨於1960年代落成後，「黃大仙」作爲屋邨所在地地名逐漸變得比「竹園」更加普及，雖然黃大仙祠的地址至今仍然保持是「竹園村2號」。
1980年代，政府開始清拆竹園徙置區北部，並重建成竹園北邨及竹園南邨，而兩邨之間的竹園巴士總站位於竹園道，有多條巴士線來往香港不同地方。現時，「竹園」之名一般就是指這兩條公共屋邨以及巴士總站一帶的地方，而「黃大仙」則指黃大仙上下邨及港鐵觀塘綫黃大仙站一帶。
2019年，行政長官林鄭月娥在施政報告公佈計劃收回市區三大寮屋區——茶果嶺村、牛池灣村及竹園鄉的私人土地，以興建公屋、居屋、綠置居及港人首次置業樓盤。其後，政府於2023年9月展開後兩者的收地程序。
2025年4月2日，地政總署聯同相關政府部門展開竹園聯合村僅餘部分的拆遷行動，有居民被拒絕返回家園取個人物品，批評當局未有預早通知便進行遷拆，同時不滿政府補償額不足，只按1982年的市價計算寮屋面積，一度發生衝突。至此竹園鄉成為歷史。

## 名稱演變
竹園之名源於當地原來的竹園村（亦名竹園鄉），因村落所在地原有一大片竹林而得名，爲「九龍十三鄉」之一，範圍包括從現今天馬苑、竹園北邨到黃大仙下邨以及鳳凰新村一帶的大片範圍，不過與衙前圍有明確圍村結構不同，竹園鄉的村屋分佈比較鬆散，故一般認爲其歷史和建築價值較衙前圍低。根據當地歷史記載，竹園村西面原有一條河，由北面山脈流往竹園，再經蒲崗注入九龍灣，但至1960年時，竹園村附近明顯的河溪僅有東面發源於鑽石山的鳳凰溪。
在黃大仙祠建廟之初，當地仍以「竹園」爲名，直到政府在竹園鄉南部興建黃大仙上邨及黃大仙下邨後，「黃大仙」才逐漸取代「竹園」成爲該區主要地名。
現時竹園村仍有約數十間房屋存在，稱爲竹園聯合村，位於沙田坳道及龍翔道交界處、黃大仙站（沙田坳道）巴士總站旁。「聯合村」之名約產生於1950年代，有可能是源於第二次世界大戰結束後有大量外來難民遷入當地，使竹園村變成姓氏繁雜的村落，故以「聯合」之名以示不同族姓合村的情況。不過「聯合村」內已無原來的建村的竹園林氏族人居住，村內現居的原居民多爲稍後期的清代以後才遷入竹園的客籍村民後代。

## 建村時間考證
竹園村由祖籍福建莆田的林氏一族所建，但其具體建村時間尚未能確定，因林氏第一次編修族譜已是十七世祖林憲斌約於1819年進行，距其考證的建村時間已有數百年之久，而且林氏第二次編修族譜時所撰寫的建村歷史與第一次有差異，但可確定竹園林氏與蒲崗林氏源出一系，至於林氏來到九龍後最早居於何地、何時建立竹園村和蒲崗村等問題現在難以確定。大致上，兩本族譜所提出的說法是：林氏早於宋代便來到九龍一帶定居，最早居住地可能是西貢北佛堂或九龍一處名爲彭蒲圍（已不可考具體位置）的地方，後再遷移到竹園村和蒲崗村一帶開枝散葉，期間肯定經歷過清初影响巨大的遷界與復界史。

## 外部連結
- 嗇色園史（页面存档备份，存于）
- 黃大仙上邨簡介（页面存档备份，存于）